# Laoukobong
Laoukobong (ou Laoukobang) est un village de la commune de Martap située dans la région de l'Adamaoua et le département de la Vina au Cameroun.

## Population
En 1967, Laoukobong comptait 412 habitants, principalement Foulbe.
Lors du recensement de 2005, 898 personnes y ont été dénombrées.